# Živí mrtví: Počátek konce
Živí mrtví: Počátek konce (v anglickém originále Fear the Walking Dead) je americký televizní seriál, premiérově vysílaný od 23. srpna 2015 na americké stanici AMC. Jedná se o spin-off seriálu Živí mrtví. Ještě před odvysíláním první části stanice AMC potvrdila, že bude vyrobena i druhá série, která bude odvysílána v roce 2016. Seriál mají na starosti Robert Kirkman a Dave Erickson, přičemž Kirkman se podílí i na seriálu Živí mrtví a je tvůrcem původní komiksové předlohy.

## Děj
Seriál je zasazen do prostředí Los Angeles a sleduje začátky vypuknutí apokalypsy a kolaps civilizace.

## Obsazení
- Kim Dickens jako Madison Clark
- Cliff Curtis jako Travis Manawa
- Frank Dillane jako Nick Clark
- Alycia Debnam-Carey jako Alicia Clark
- Elizabeth Rodriguez jako Liza Ortiz
- Rubén Blades jako Daniel Salazar
- Mercedes Mason jako Ofelia Salazar
- Lorenzo James Henrie jako Chris Manawa

## Přehled řad
| Řada | Díly | Premiéra v USA  | Premiéra v USA  | Premiéra v ČR  | Premiéra v ČR   |
| Řada | Díly | První díl       | Poslední díl    | První díl      | Poslední díl    |
| ---- | ---- | --------------- | --------------- | -------------- | --------------- |
| 1    | 6    | 23. srpna 2015  | 4. října 2015   | 24. srpna 2015 | 5. října 2015   |
| 2    | 15   | 10. dubna 2016  | 2. října 2016   | 11. dubna 2016 | 3. října 2016   |
| 3    | 16   | 4. června 2017  | 15. října 2017  | 5. června 2017 | 16. října 2017  |
| 4    | 16   | 15. dubna 2018  | 30. září 2018   | 16. dubna 2018 | 1. října 2018   |
| 5    | 16   | 2. června 2019  | 29. září 2019   | 3. června 2019 | 30. září 2019   |
| 6    | 16   | 11. října 2020  | 13. června 2021 | 12. října 2020 | 14. června 2021 |
| 7    | 16   | 17. října 2021  | 5. června 2022  | 18. října 2021 | 6. června 2022  |
| 8    | 12   | 14. května 2023 | bude oznámeno   | bude oznámeno  | bude oznámeno   |